# Geografia do Vaticano

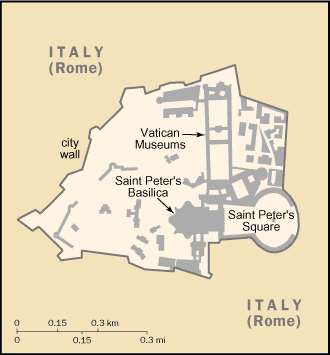
Mapa do Estado do Vaticano.

A área do Vaticano é de 0,44 km² (44 hectares). Ele está situado no meio da capital italiana, Roma. Por isso, não possui área costeira. A defesa do país é da responsabilidade da Itália, enquanto que a segurança do Papa fica a cargo da Guarda Suíça.

## Localização
Sul da Europa, num enclave de Roma (Itália).

## Área
Tem uma área total de 44 hectares (0,44 km²). Fora da Cidade do Vaticano, o Estado possui vários edifícios em Roma e Castel Gandolfo (a residência de Verão do Papa) que gozam de direitos extraterritoriais.
DADOS PRINCIPAIS:
Nome oficial: Estado da Cidade do Vaticano (Stato della Città del Vaticano).
Data nacional: 19 de abril de 2005 (posse do papa Bento XVI).
Capital: Cidade do Vaticano.
Idioma: italiano e latim (oficiais).
Religião: cristianismo (católicos, 98% e sem filiação 2%).
GEOGRAFIA: 
Localização: em Roma, capital da Itália.
Área: 0,44 km2.
Clima: Mediterrâneo.
Hora local: + 4 horas.
POPULAÇÃO:
Total: 932 (2006).  
Densidade: 2.118,1 hab./km2 (2006).
População urbana: 100% (2006).
POLÍTICA:
Forma de governo: Papado vitalício.
Divisão administrativa: Santa Sé (órgão supremo da Igreja Católica) e Cidade do Vaticano (sede da Igreja).
Chefe de Estado: Papa Francisco 
Chefe de Governo: Cardeal Angelo Sodano (Secretário de Estado - desde 1990).
Partidos políticos: não há.
Legislativo: Comissão Pontifícia.
Constituição em vigor: 2001.
ECONOMIA: 
Moeda: Euro.
Fontes de renda: Fundo de São Pedro (donativos), Instituto per le Opere di Religione (Banco do Vaticano), administração do Patrimônio de Santa Sé (juros em investimentos) e turismo.

## Fronteira
A Cidade do Vaticano é um estado que partilha 3,2 km de fronteira com a Itália.

## Clima
A cidade tem clima temperado, leve, com invernos chuvosos (de Setembro a meados de Maio) e verões quentes (de Maio a Setembro).

## Terreno
A Cidade do Vaticano situa-se numa colina baixa. A colina foi chamada de Vaticana (em latim: Mons Vaticanus), uma vez que existia muito antes do cristianismo. O nome é suspeito de pertencer inicialmente à língua etrusca.

## Altitudes
O ponto mais baixo na Cidade do Vaticano é um local sem nome situado a 19 m. O ponto mais alto é outro local não nomeado que se situa 75 m de altitude. 

## Recursos naturais
florestas

## Uso do terreno
A natureza do imóvel é fundamentalmente urbano e nenhuma das terras está reservada para agricultura ou outro tipo de exploração de recursos naturais. A cidade-estado exibe um impressionante grau de economia, nascida da necessidade extremamente limitada, devido ao seu território. Assim, o desenvolvimento urbano é optimizado para ocupar menos de 50% da área total, ao passo que o resto é reservado para espaço aberto, incluindo os Jardins do Vaticano. O território possui muitas estruturas que ajudam a fornecer autonomia ao Estado soberano, estes incluem: linhas ferroviárias, heliporto, correios, estação de rádio, quartéis militares, palácios e gabinetes governamentais, instituições de ensino superior, cultural e de arte, e algumas Embaixadas.

## Perigos naturais
Não são conhecidos quaisquer perigos naturais. 

## Ambiente - questões actuais
Em Julho de 2007, o Vaticano aceitou uma oferta que vai torná-lo o único estado neutro em relação ao carbono por ano, devido à doação do Vaticano da Floresta Clima na Hungria. A floresta possui tamanho suficiente para compensar as emissões de dióxido de carbono do Estado.